# Convento de San Benito (Alcántara)
El convento de San Benito es un convento de la localidad española de Alcántara, en la provincia de Cáceres.

## Historia

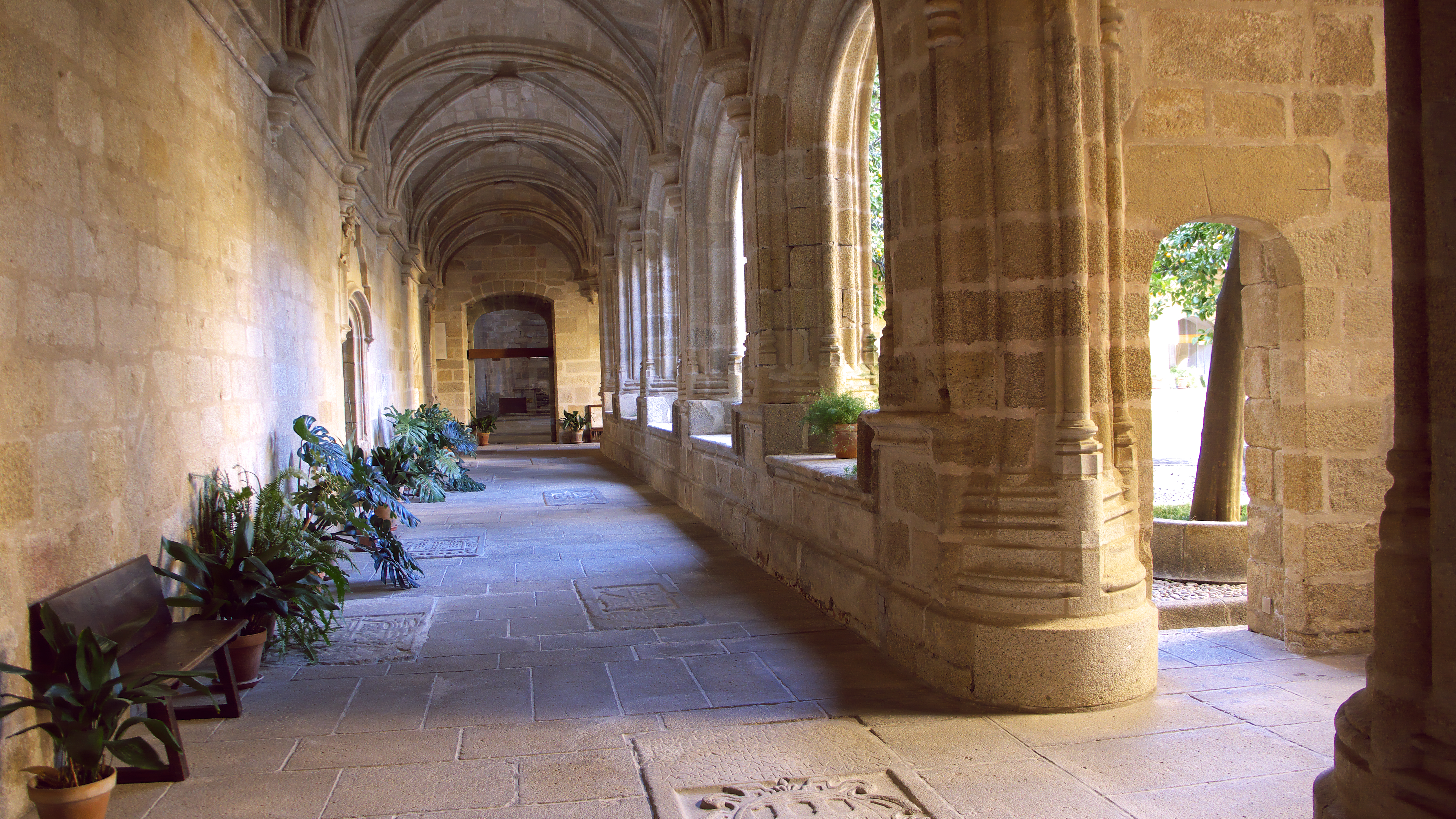
Claustro del convento

Reconquistada definitivamente la villa de Alcántara por Alfonso IX en 1213, cuatro años más tarde la donó a la Orden de Calatrava. Esta, ante la imposibilidad de defenderla, la cedió en 1218 a Nuño Fernández, maestre de la Orden de San Julián de Pereiro —creada en 1156 y aprobada por Alejandro III en 1177—, que al establecerse en ella cambió el nombre por el de Orden Militar de Alcántara. Pronto habilitaron el castillo los alcantarinos, que en 1308 fue ocupado por los templarios y para cuya recuperación se libró una cruenta batalla.
Hasta 1423 se desarrolló con plenitud la vida conventual de freires y caballeros; comenzaron entonces importantes obras de ampliación que obligaron a algunos religiosos a salir del recinto religioso militar y vivir en casas particulares, con lo que se produjo así la relajación de la vida comunitaria. El capítulo general celebrado en Plasencia en 1488 decidió la construcción de un nuevo convento con todas las dependencias, que se inició después de la Guerra de Granada, en 1494, tras pasar el maestrazgo de la Orden a los Reyes Católicos en 1494. Decidido el cambio de emplazamiento, al norte de la villa de Alcántara, dieron comienzo nuevamente las obras en 1505, que se dilataron a lo largo del siglo XVI.
Fue saqueado en 1706, durante la Guerra de Sucesión, y sus muros sufrieron considerablemente con el terremoto de Lisboa de 1755; el convento fue abandonado tras la desarmortización de 1835, período en el que comenzó su ruina, que afectó más a las dependencias conventuales que a la iglesia. Algunos elementos del mobiliario litúrgico fueron solicitados por las iglesias de las poblaciones cercanas. Los tubos del órgano se llevaron a la iglesia de Santa María la Mayor de la Asunción, de Brozas (Cáceres), mientras que el retablo baldaquino del siglo XVIII y la talla del Jesús Nazareno, de 1634, obra del escultor Sebastián de Paz, se trasladaron a la iglesia de San Vicente de Alcántara (Badajoz). 
En 1866 se subastó el edificio del convento, en el cual no se incluyó la iglesia por oposición de los ciudadanos del municipio. Se hizo con la propiedad Miguel de Amarilla y Sande, residente en Alcántara.
El conjunto fue adquirido por Hidroeléctrica Española en 1961 e inició un proceso de restauración a cargo de los arquitectos Miguel de Oriol Ybarra y Dionisio Hernández Gil que culminó en 1966. En 1985 pasó a la Fundación San Benito de Alcántara.

## Arquitectura

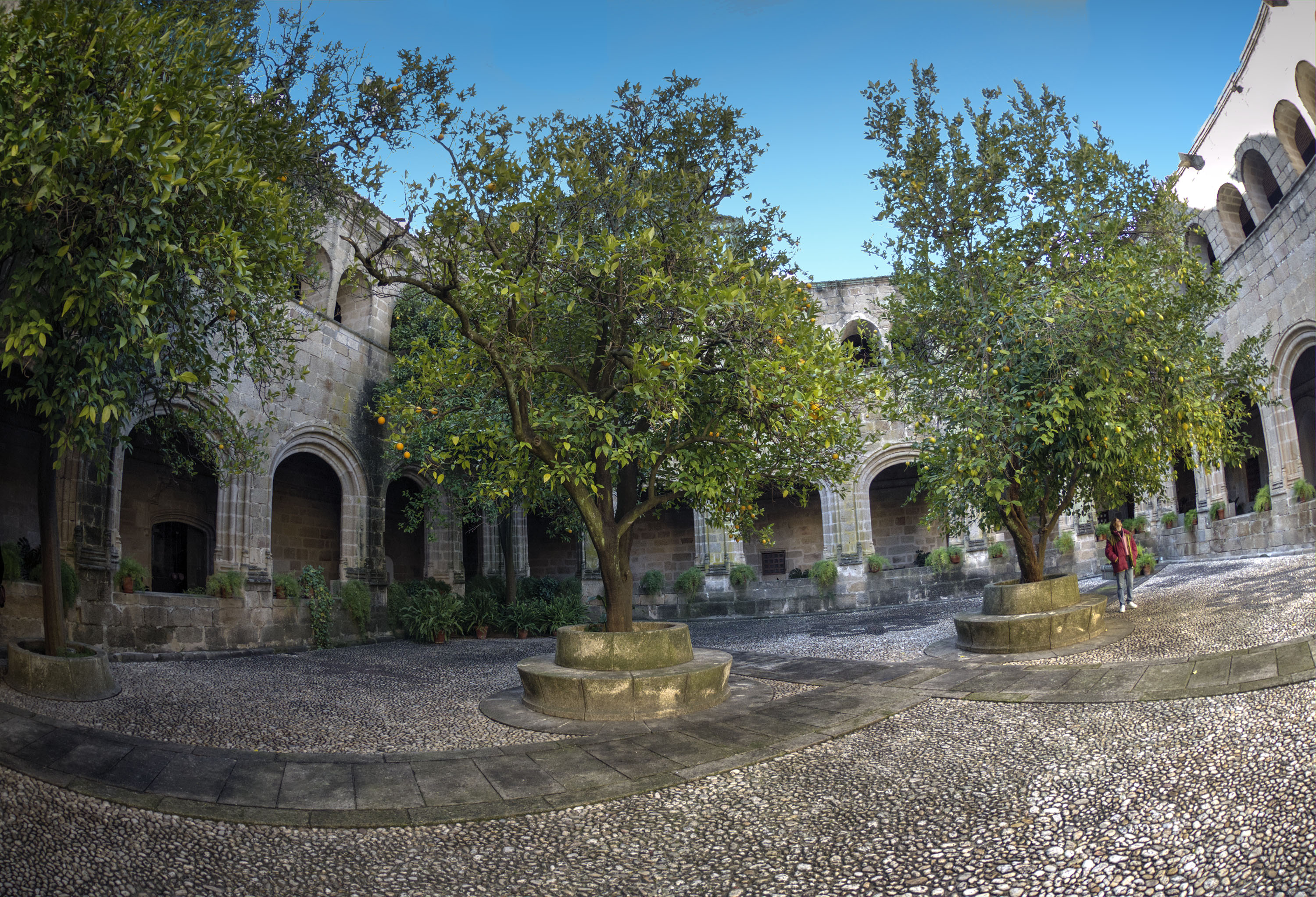
Patio del claustro

La iglesia fue concluida en 1576, y el exterior sorprende por su majestuosidad, en el que destaca la triple cabecera con grandes escudos. La portada se encuentra en los pies y es obra posterior, con una imagen de la Virgen en alabastro. El interior manifiesta su poca profundidad a la vez que las amplísimas proporciones de sus tres naves, con dos tramos cada una, de la misma altura, cubiertas con bóveda de crucería, al igual que las capillas de la cabecera. En la mayor se labraron grandes escudos imperiales y las laterales fueron dotadas por los comendadores Diego Santillán (lado del Evangelio) y Nicolás de Ovando (lado de la Epístola). En el muro de la epístola se ubica la capilla del comendador de Piedrabuena, Antonio Bravo de Jerez, que tuvo un retablo pintado por Luis de Morales, actualmente en la iglesia de Santa María de Almocóvar. Una trasera con arco carpanel da ingreso al claustro.
El convento se levanta en el lado norte de la iglesia. Su fachada se muestra sobria y un pequeño claustro permite el acceso al principal, obra de verdadero interés que muestra el paso del gótico al Renacimiento. De dos plantas, cuadrado, en la inferior se abren arcos de rebajados sobre altos podios, mientras que en la superior las ventanas se agrupan de dos en dos. Se cubre con bóvedas de crucería y en él se abren distintas dependencias. Hay que hacer una mención especial a la galería porticada de la hospedería o de Carlos V, que ha recuperado su aspecto primitivo hasta mostrar sus tres plantas con sus correspondientes columnatas de orden jónico, sobre las que se levantan arquerías de arcos rebajados en la inferior y de medio punto en la principal; la tercera es adintelada. En sus extremos, hay dos torrecillas cilíndricas rematadas con pináculos, gótica una y renacentista la otra, y los escudos de Carlos V y Felipe II.